# Cyan
Cyan este una dintre culorile din spectrul perceptibilă ochiului uman, clasificată ca o „culoare rece”. Este o culoare albastru-verzui. Lungimea de undă a cyanului este între 500 și 520 nanometri, între lungimile de undă de verde și albastru.
În sistemul de culori subtractiv, sau CMYK (subtractiv), care poate fi suprapus pentru a produce toate culorile în pictură și imprimarea culorilor, cyan este una dintre culorile principale, împreună cu magenta, galben și negru. În sistemul de culori aditiv, sau modelul de culori RGB (aditiv), utilizat pentru a crea toate culorile pe un computer sau pe un afișaj de televiziune, cyan se obține amestecând cantități egale de lumină verde și albastră. Cyan este culoarea complementară a culorii roșii; se poate obține prin îndepărtarea roșului din lumina albă. Amestecarea luminii roșii și a luminii cyan la intensitatea potrivită va face lumină albă.